# Prowincja Lâm Đồng
Lâm Đồng (wymowaⓘ) – prowincja Wietnamu, znajdująca się w południowej części kraju, w Regionie Płaskowyżu Centralnego.

## Podział administracyjny
W skład prowincji Lâm Đồng wchodzi dziesięć dystryktów oraz dwa miasta.
- Miasta:

1. Bảo Lộc
2. Đà Lạt

- Dystrykty:

1. Bảo Lâm
2. Cát Tiên
3. Đạ Huoai
4. Đạ Tẻh
5. Đam Rông
6. Di Linh
7. Đơn Dương
8. Đức Trọng
9. Lạc Dương
10. Lâm Hà